# Кик, Фридрих
Фридрих Кик (нем. Friedrich Kick; 27 февраля 1840 — 13 марта 1915) — австрийский учёный-техник и политик-либерал, профессор (с 1866 года) механической технологии при высшей технической школе в Праге.

## Биография
В 1883 году сформулировал так называемый закон пропорциональных сопротивлений, который был им выведен теоретически и затем подтверждён многочисленным рядом опытов (сейчас этот закон известен под названием «Закон Кирпичева-Кика» с приоритетом открытия за Кирпичёвым).
В основном виде закон этот формулируется следующим образом. Количества работы, необходимые для соответственной деформации двух геометрически подобных и материально однородных тел, пропорциональны объёмам или весам этих тел. Под соответственными деформациями подразумеваются при этом такие видоизменения обоих геометрически подобных тел, под действием однородных сил и в одинаковый промежуток времени, в результате которых тела сохраняют геометрически подобные формы. Из этого общего положения получаются, в виде простого вывода, все фундаментальные законы теории сопротивления материалов, относящиеся до различных способов деформации тел под действием внешних сил: сжимающих, растягивающих, скалывающих, скручивающих и прочих. Закон Кика имеет приложение, между прочим, при расчёте величины зарядов для порохострельных работ, при проектировании размеров машин для механической обработки металлов — токарных, плющильных, прокатных и волочильных станков и так далее.
Наиболее известный труд — «Das Gesetz der proportionalen Widerstände und seine Anwendungen» (Лейпциг, 1885).